# Neutronenemission
Neutronenemission ist eine selten vorkommende Form der Radioaktivität, bei der ein Atomkern durch Emission eines Neutrons radioaktiv zerfällt. Ein Beispiel dafür ist 5He, ein Isotop des Heliums:
5He → 4He + 1n
Lediglich Isotope mit erheblichem Neutronenüberschuss zerfallen durch Neutronenemission. Diese sind zum größten Teil künstlich erzeugt, zum Beispiel durch Spallation oder induzierte Kernspaltung. Natürlich vorkommende radioaktive Isotope zerfallen meist durch Alpha-, Beta- oder Gammazerfall. Lediglich bei einer spontanen Spaltung oder im r-Prozess werden auf natürlichem Wege Neutronenemitter erzeugt, in natürlichen Reaktoren auch durch induzierte Spaltung. Die Emission geht hierbei meist von einem angeregten Zustand des Kernes aus, der durch einen vorangegangenen Betazerfall bevölkert wurde.
Die Halbwertszeit von Neutronenemittern ist im Allgemeinen sehr kurz und beträgt selten mehr als einige Sekunden. Für die Regelbarkeit von Kernreaktoren spielen diese Kerne mit ihren verzögert freigesetzten Neutronen jedoch eine zentrale Rolle.

## Doppelte Neutronenemission
Noch seltener ist das Auftreten eines Zwei-Neutronen-Zerfalls. Hierbei werden nicht nur ein, sondern zwei Neutronen gleichzeitig ausgestoßen. Beobachtet wurde ein solcher Zerfall erstmals 2012 im National Superconducting Cyclotron Laboratory (NSCL) an einem künstlichen Isotop des Berylliums:
16Be → 14Be + 2n